# Günther Neureuther
Günther Neureuther (ur. 6 sierpnia 1955 w Steingaden) – niemiecki judoka. Dwukrotny medalista olimpijski.
Reprezentował barwy Republiki Federalnej Niemiec. Brał udział w dwóch igrzyskach olimpijskich (IO 76, IO 84), w 1980 nie wziął udziału w igrzyskach z powodu bojkotu ogłoszonego po inwazji ZSRR na Afganistan. W 1976 zdobył srebro w wadze ciężkiej (powyżej 93 kilogramów), w 1984 brąz w wadze półciężkiej (do 95 kilogramów). Zdobył trzy brązowe medale mistrzostw świata (1979, 1983 i 1985). Na mistrzostwach Europy wywalczył złoto (1983), dwukrotnie srebro (1974 i 1982) oraz trzy brązowe medale (1979, 1983 i 1985).